# Novi Tik
Novi Tik (ucraniano: Но́вий Тік) es un pueblo de Ucrania perteneciente al municipio rural de Boremel, en el raión de Dubno de la óblast de Rivne.
En 2001, el pueblo tenía una población de 57 habitantes.
Se encuentra a unos 3 km al norte de la capital municipal Boremel.

## Historia
Antes de la formación del actual municipio de Boremel en 2016, el pueblo era una pedanía del consejo rural de Boremel en el raión de Demýdivka.